# Casa de Josep Garcia
La Casa de Josep Garcia és una obra de Sant Cugat del Vallès (Vallès Occidental) protegida com a Bé Cultural d'Interès Local.

## Descripció
Edifici d'habitatges plurifamiliars que fou edificat l'any 1951. En la planta baixa segueix el mateix patró de voltes que en els edificis de l'entorn però sense substituir-ne d'anteriors, és a dir, en l'indret no hi havia voltes fins que ers va fer aquesta casa. La construcció d'una cinquena casa en la porxada, segons criteri de l'arquitecte municipal Enric Mora fou un encert en donar major dimensió al conjunt.
Les arcades de pedra massissa, són modernes. En un lateral del porxo hi ha un arc de forma peculiar que posa punt final a la porxada en el carrer Major.
Les plantes primera i segona tenen una façana amb elements historicistes d'imitació romànica, fets amb revestiment de pedra. La composició històrica, jerarquitzada i ordenada en la relació de les finestres laterals i finestra central amb un monjo al bell mig presenta una gran correcció formal. El remat de coronament és un ràfec amb una mena de caps de biga o mènsules sobresortints.

## Història
Aquest casa fou coneguda amb el renom de cal Picasso.
En data 28 d'agost de 1950, el constructor Josep García, veí de casa en el carrer Major, segons projecte de l'arquitecte Enric Mora i Gosch. La llicència fou concedida per la comissió municipal en data 4 d'abril de 1951.
Enric Mora i Gosch fou arquitecte municipal de Sant Cugat del Vallès, inicialment (1925) com ajudant del titular Ferran Cels i, posteriorment, com a titular fins als anys seixanta del segle xx. Fou autor de diversos edificis inclosos en el catàleg de Sant Cugat del Vallès on aplicà normalment composicions i detalls de l'estètica noucentista. Fou catedràtic de dibuix de l'escola tècnica superior d'arquitectura de Barcelona.